# Actinopteri
Actinopteri – klad ryb promieniopłetwych (Actinopterygii), siostrzany dla Cladistia (wielopłetwcokształtne). Cladistia jest kladem bazalnym promieniopłetwych.

## Historia badań
Takson o nazwie Actinopteri został ustalony przez Edwarda Drinkera Cope'a w 1872 roku. Cope wydzielił z wyżej rozwiniętych ryb promieniopłetwych trzy grupy (Chondrostei, Physostomi i Physoclysti), obejmujące 24 rzędy i umieścił je w podgromadzie Actinopteri. W 1877 zmienił utworzoną przez siebie klasyfikację, a w 1887 zmienił nazwę taksonu na Actinoptergyia, przez innych autorów przyjętą jako Actinopterygii. Przez kolejne 100 lat klasyfikacja poszczególnych taksonów wchodzących w skład tej grupy ulegała wielu zmianom. W 1981 roku Rosen i inni stwierdzili monofiletyzm promieniopłetwych, ustalili synapomorfie i zdefiniowali klad Actinopterygii złożony z Cladistia, Chondrostei i Neopterygii. Dla dwóch ostatnich przywrócili nazwę Actinopteri.
| Cladistia   | wielopłetwcokształtne                                                                      |
|             | wielopłetwcokształtne                                                                      |
| Actinopteri | \| \| Chondrostei – kostnochrzęstne \| \| \| \| \| \| Neopterygii – nowopłetwe \| \| \| \| |
|             | \| \| Chondrostei – kostnochrzęstne \| \| \| \| \| \| Neopterygii – nowopłetwe \| \| \| \| |
|             | Chondrostei – kostnochrzęstne                                                              |
|             |                                                                                            |
|             | Neopterygii – nowopłetwe                                                                   |
|             |                                                                                            |

|  | Chondrostei – kostnochrzęstne |
|  |                               |
|  | Neopterygii – nowopłetwe      |
|  |                               |